# Churchill Madikida
Churchill Madikida (* 1973 in Umtata, damals Transkei) ist ein südafrikanischer Künstler.

## Leben und Werk
Churchill Madikida wurde in Umtata (heute Mthatha) in der heutigen Provinz Ostkap geboren und wuchs in der nahegelegenen Kleinstadt Butterworth (heute Gcuwa) auf. Er ist das älteste von fünf Geschwistern. Madikida wuchs ohne Vater auf und glaubte lange, dieser sei tot. Erst im Alter von mehr als 30 Jahren erfuhr er, dass sein Vater lebte, und traf ihn erstmals. Dieses Zusammentreffen thematisierte er in seiner Arbeit Like Father, like Son?
1990 schloss er die Highschool ab, aber konnte vorerst mangels Geld nicht studieren. Stattdessen arbeitete er als Putzhilfe, Bedienung und als Verkäufer in einem Textilgeschäft. Nach vier Jahren als Verkäufer wurde er entlassen, und nach einer Zeit der Arbeitslosigkeit begann er 1997 ein Studium an der Visual Arts and Crafts Academy in Johannesburg. 1998 wechselte er für ein Studium der Freien Kunst an die Witwatersrand-Universität, das er 2001 mit einem Junior Bachelor of Fine Arts abschloss. Daran schloss sich ein Masterstudium an. Während seines Studiums konnte er als Austauschstudent und als Praktikant in einem Museum Frankreich und Schweden besuchen.
Thematisch setzt sich Madikida in seiner Kunst mit der Geschichte Südafrikas, der Identität der Xhosa und insbesondere mit den Auswirkungen von AIDS auf sein Heimatland – seine Schwester starb 2005 an der Krankheit – auseinander. Dabei verwendet er verschiedene Medien wie Zeichnungen, Malerei, Skulptur und Druck. 2003 wurde er mit dem Tollman Award for a Young Artist ausgezeichnet, 2006 mit dem Preis Standard Bank Young Artist for Visual Art. Madikida lebt und arbeitet in Johannesburg.

## Teilnahme an Ausstellungen (Auswahl)
- 2003: Rest in Space, Künstlerhaus Bethanien, Berlin.[3]
- 2007: Churchill Madikida : Like Father, like Son?, Südafrikanische Nationalgalerie, Kapstadt.[2]
- 2007: APARTHEID - The South African Mirror, Centre de Cultura Contemporània de Barcelona
- 2007: documenta 12, Kassel